# Гірко Володимир Сергійович
Володимир Сергійович Гірко (нар. 6 лютого 1950, м. Тернопіль) — український вчений у галузі агрономії. Доктор сільськогосподарських наук (1999).

## Життєпис
У 1973 році закінчив сільськогосподарський інститут у м. Біла Церква. 
Відтоді працює в Миронівському інституті пшениці УААН (с. Центральне Миронівського району Київської області). 
У 1983—1984 роках — вчений секретар, згодом — завідувач лабораторії віддаленої гібридизації (у 1986 році реорганізована у відділ біотехнології селекційного процесу), водночас у 1984—2000 роках — заступник директора з наукової роботи, за сумісництвом — викладач Білоцерківського аграрного університету.

## Доробок
Вивів сорго-суданкові сорти-синтетики (Миронівська 8, 12, 36), сорти озимини тритикале (АДМ-4, 5, 6, 7, 8, 11); у співавторстві – сорти озимої (Троян), ярої пшениці (Миронівчанка) та ярого тритикале (Фітомир).